# Пацифик дивизија (НХЛ)
Пацифик дивизија (енгл. Pacific Division) је уз Централну дивизију део западне конференције и једна од четири дивизије у националној хокејашкој лиги. Формирана је 1993. године током реорганизације лиге. Дивизија је је временом трпела бројне реорганизације. Тренутно дивизија има 8 клубова.
Највише титула шампиона дивизије имају Сан Хозе шаркси који су шест пута покоравали Пацифик, следе Анахајм дакси и Далас старси са по пет титула. Клубови из ове дивизије су шест пута освајали Стенлија.
Ово је тренутно једина од четири дивизије без клубова из оригиналне шесторке.

## Тренутни састав дивизије
Састав дивизије након последње реорганизације (након сезоне 2013/14).
| # | Клуб | Клуб                | Седиште                               |
| - | ---- | ------------------- | ------------------------------------- |
| 1 |      | Анахајм дакси       | Анахајм, Калифорнија, САД             |
| 2 |      | Ванкувер канакси    | Ванкувер, Британска Колумбија, Канада |
| 3 |      | Едмонтон ојлерси    | Едмонтон, Алберта, Канада             |
| 4 |      | Калгари флејмси     | Калгари, Алберта, Канада              |
| 5 |      | Лос Анђелес кингси  | Лос Анђелес, Калифорнија, САД         |
| 6 |      | Сан Хозе шаркси     | Сан Хозе, Калифорнија, САД            |
| 7 |      | Сијетл кракен       | Сијетл, Вашингтон, САД                |
| 8 |      | Вегас голден најтси | Лас Вегас, Невада, САД                |

## Историја
Прва верзија дивизије бројала је шест клубова.
- Анахајм мајти дакси
- Ванкувер канакси
- Едмонтон ојлерси
- Калгари флејмси
- Лос Анђелес кингси
- Сан Хозе шаркси

### Измене током реорганизације
Временом су услед бројних реорганизација лиге клубови сељени из једне дивизије у другу, мењали имена а поједине дивизије чак и гашене.
- Након сезоне 1994/95 Квебек нордикси су се преселили у Денвер, Колорадо и променили име у Колорадо аваланши, а затим се прикључили Пацифик дивизији из Североисточне дивизије.
- Након сезоне 1997/98 Калгари, Колорадо, Едмонтон и Ванкувер прелазе у Северозападну дивизију а из Централне дивизије долазе Далас старси и Финикс којотси.
- Након сезоне 2005/06 Анахајм мајти дакси постају Анахајм дакси.
- Након сезоне 2012/13 Северозападна дивизија је угашена због нове реорганизације а из ње су враћени канадски клубови (Калгари, Едмонтон и Ванкувер). Далас је поново враћен у Централну дивизију.
- Након сезоне 2013/14 Финикс којотси мењају име у Аризона којотсе.
- Од сезоне 2017/18 нови члан дивизије постали су Вегас голден најтси.
- У сезони 2020/21 због пандемије лига се играла у формату са 4 нове дивизије без конференција (Анахајм, Аризона, Лос Анђелес, Сан Хозе и Вегас су додати Западној дивизији, а Калгари, Едмонтон и Ванкувер Северној дивизији).
- Од сезоне 2021/22 лига се вратила систему са 2 конференције и 4 дивизије (Анахајм, Лос Анђелес, Сан Хозе и Вегас су дошли из Западне дивизије, Калгари, Едмонтон и Ванкувер из Северне дивизије, док је Сијетл кракен кроз проширење лиге прикључен дивизији).

## Освајачи Стенли купа
Клубови из ове дивизије до сада су 5 пута освајали Стенли куп.
- 1995/96 - Колорадо аваланши *
- 1998/99 -  Далас старси *
- 2006/07 - Анахајм дакси
- 2011/12 - Лос Анђелес кингси
- 2012/14 - Лос Анђелес кингси
- 2022/23 - Вегас голден најтси

( * - не играју више у овој дивизији. )

## Шампиони дивизије
| Сезона    | Шампион                         | Статистика                      | Поени                           | Титула                          |
| --------- | ------------------------------- | ------------------------------- | ------------------------------- | ------------------------------- |
| 1993/94   | Калгари флејмси                 | 42-29-13                        | 97                              | #1                              |
| 1994/95   | Калгари флејмси                 | 24–17–7                         | 55                              | #2                              |
| 1995/96   | Колорадо аваланши               | 47–25–10                        | 104                             | #1                              |
| 1996/97   | Колорадо аваланши               | 49–24–9                         | 107                             | #2                              |
| 1997/98   | Колорадо аваланши               | 39–26–17                        | 95                              | #3                              |
| 1998/99   | Далас старси                    | 51–19–12                        | 114                             | #1                              |
| 1999/2000 | Далас старси                    | 43–23–10–6                      | 102                             | #2                              |
| 2000/01   | Далас старси                    | 48–24–8–2                       | 106                             | #3                              |
| 2001/02   | Сан Хозе шаркси                 | 44–27–8–3                       | 99                              | #1                              |
| 2002/03   | Далас старси                    | 46–17–15–4                      | 111                             | #4                              |
| 2003/04   | Сан Хозе шаркси                 | 43–21–12–6                      | 104                             | #2                              |
| 2004/05   | Сезона је отказана због локаута | Сезона је отказана због локаута | Сезона је отказана због локаута | Сезона је отказана због локаута |
| 2005/06   | Далас старси                    | 53–23–6                         | 112                             | #5                              |
| 2006/07   | Анахајм дакси                   | 48–20–14                        | 110                             | #1                              |
| 2007/08   | Сан Хозе шаркси                 | 49–23–10                        | 108                             | #3                              |
| 2008/09   | Сан Хозе шаркси                 | 53–18–11                        | 117                             | #4                              |
| 2009/10   | Сан Хозе шаркси                 | 51–20–11                        | 113                             | #5                              |
| 2010/11   | Сан Хозе шаркси                 | 48–25–9                         | 105                             | #6                              |
| 2011/12   | Финикс којотси                  | 42–27–13                        | 97                              | #1                              |
| 2012/13   | Анахајм дакси                   | 30–12–6                         | 66                              | #2                              |
| 2013/14   | Анахајм дакси                   | 54–20–8                         | 116                             | #3                              |
| 2014/15   | Анахајм дакси                   | 51–24–7                         | 109                             | #4                              |
| 2015/16   | Анахајм дакси                   | 46–25–11                        | 103                             | #5                              |

Легенда:
| Нису више чланови дивизије    |
| Освојили су Президентс трофеј |